# Топологическая комбинаторика
Топологическая комбинаторика — направление в топологии, возникшее в последней четверти XX века, занимающаяся применением методов топологии к задачам дискретной математики, топологическими обобщениями задач дискретной геометрии, а также дискретизацией топологических понятий.
Возникшая в начале XX века комбинаторная топология использует комбинаторные принципы в топологии, к 1940-м годам она оформилась в алгебраическую топологию. В 1978 году ситуация перевернулась — методы алгебраической топологии были использованы для решения задачи в комбинаторике, когда Ласло Ловас доказал гипотезу Кнезера, этот момент и считается началом формирования топологической комбинаторики.
Доказательство Ловаса использует теорему Борсука — Улама, которая играет ключевую роль в топологической комбинаторике в целом, имеет много эквивалентных версий и аналогов, и используется для изучения задач справедливого дележа. В другом приложении гомологических методов к теории графов Ловас доказал как неориентированную, так и ориентированную версии гипотезы Франка — если задан {\displaystyle k}-связный граф {\displaystyle G}, {\displaystyle k} точек {\displaystyle v_{1},\dots ,v_{k}\in V(G)}, {\displaystyle k} положительных чисел {\displaystyle n_{1},\dots n_{k}}, сумма которых равна {\displaystyle \left|V(G)\right|}, существует разбиение {\displaystyle \{V_{1},\dots V_{k}\}} множества {\displaystyle V(G)} такое, что {\displaystyle v_{i}\in V_{i}}, {\displaystyle \left|V_{i}\right|=n_{i}} и {\displaystyle V_{i}} образуют связный подграф.
В 1987 году Нога Алон решил задачу дележа ожерелья используя теорему Борсука — Улама. Теорема использовалась также для изучения вычислительной сложности линейных алгоритмов дерева решений и гипотезы Аандераа — Карпа — Розенберга. Другие области изучении — топологии частично упорядоченных множеств и порядков Брюа.
Кроме того, методы из дифференциальной топологии получили комбинаторный аналог в дискретной теории Морса.